# 崔岳
崔 岳（さい がく、生没年不詳）は、中国晋代の官吏。漢王朝の武帝が紀元前108年に朝鮮半島に設置した植民地・楽浪郡の郡治所である朝鮮県の県令（朝鮮県令）。朝鮮県は現在の平壌に置かれていた。